# Chichester
Chichester [ˈtʃɪtʃᵻstər] ist eine Stadt in der südenglischen Grafschaft West Sussex (Vereinigtes Königreich). Die Stadt ist das Verwaltungszentrum sowohl der Grafschaft als auch des Distrikts Chichester und zählt 26.572 Einwohner. Internationale Bekanntheit genießt die Kleinstadt vor allem aufgrund des jährlich ausgerichteten mehrmonatigen Theaterfestivals, zu dem seit 1962 die besten Dramatiker, Regisseure und Schauspieler des Landes zusammenkommen und dessen Uraufführungen nicht selten einen erfolgreichen Transfer nach London oder New York nach sich ziehen.

## Geschichte
Die Gegend um Chichester war vermutlich ein Brückenkopf bei der römischen Invasion in Britannien. Das Stadtzentrum befindet sich auf den Resten der römischen Stadt Noviomagus Regnorum oder Noviomagus Regnensium. Diese wurde gegen Ende des 5. Jahrhunderts zerstört, aber von Cissa, dem mythischen zweiten König der Süden-Sachsen, wiederaufgebaut und nach ihm benannt. Der Name leitet sich also vom lateinischen Cissae Castrum (= Lager des Cissa, altengl. Cissa’s ceaster) her.
Das römische Straßennetz ist bis heute in der Stadt erkennbar. Auch sind große Teile der Stadtmauer erhalten. Der Hafen liegt wenige Kilometer südwestlich der Stadt.

## Städtepartnerschaften
Chichester unterhält Städtepartnerschaften mit Chartres in Frankreich und Ravenna in Italien sowie seit 2023 mit Speyer. Es besteht zudem eine Städtefreundschaft zu Marktredwitz.

## Sehenswürdigkeiten
- Eine besondere Sehenswürdigkeit ist die Kathedrale von Chichester, die im 11. Jahrhundert auf den Fundamenten einer römischen Basilika errichtet wurde; so ist im Boden auch ein römisches Mosaik sichtbar. Die Kathedrale verfügt über den einzigen noch erhaltenen Campanile in England. Der Turm der Kathedrale, aus dem örtlichen Stein gebaut, brach im 19. Jahrhundert während Restaurierungsarbeiten zusammen und wurde neu aufgebaut. Schutzpatron der Kathedrale und der Stadt ist Richard von Chichester, dessen Standbild vor der Kirche steht und dessen Grab in der Kathedrale bis zu seiner Zerstörung in der Reformation ein Wallfahrtsort war.

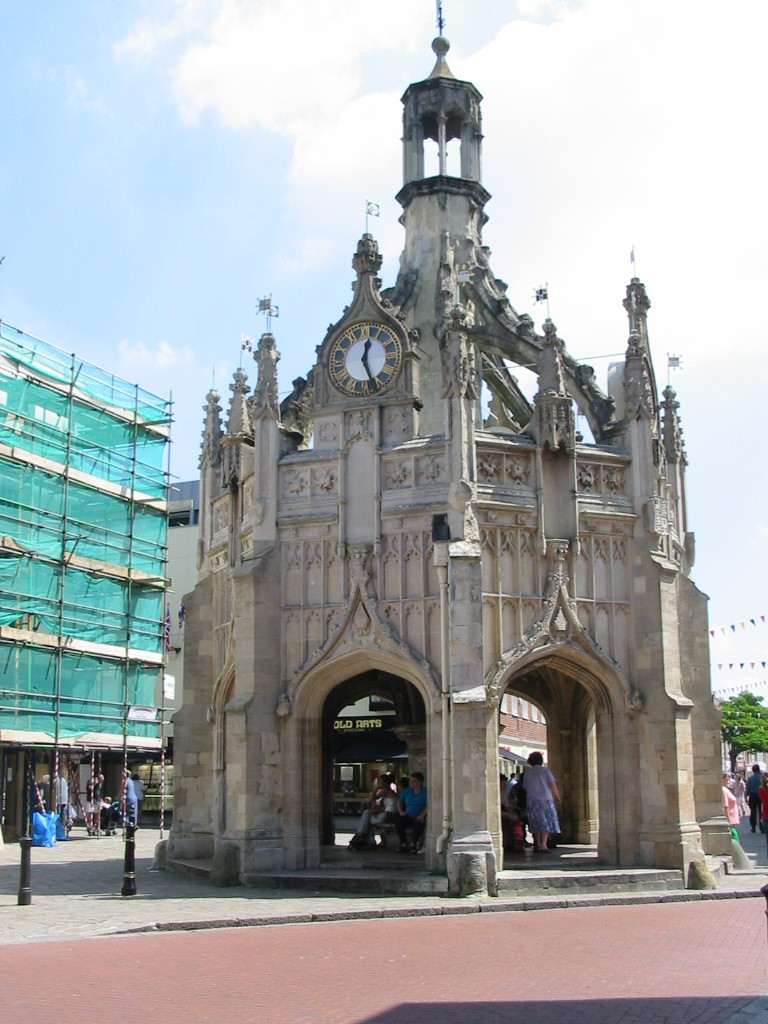
Marktkreuz

- Das Marktkreuz (englisch: market cross) wurde in den Jahren 1478 bis 1503 errichtet und später verändert. Das Chichester Cross gilt als eines der schönsten seiner Art in ganz England und steht am Kreuzungspunkt der vier Hauptstraßen der Stadt.
- Der Buttermarkt (Butter Market) in der North Street wurde von John Nash gebaut und 1808 als Lebensmittelmarkt in Betrieb genommen. 1900 wurde ein Stockwerk auf das Gebäude gesetzt, in dem ursprünglich eine Kunstschule untergebracht war.
- Die Kornbörse (Corn Exchange) wurde 1833 gebaut und sollte durch ihre Gestaltung die Bedeutung des Kornhandels zeigen. Nach 1883 wurde es auch für Theateraufführungen genutzt. Von 1923 bis 1984 beheimatete es ein Kino und Restaurants und wurde dann zu einem Bekleidungsgeschäft.
- Der im 12. Jahrhundert errichtete Bischofspalast birgt in seinem Inneren einen Speisesaal aus dem 15. Jahrhundert mit Deckenbildern Bernaris und eine Kapelle im Early English Style.
- Das 1562 erbaute Marienhospital (St. Mary’s Hospital) war ein Heim für mittellose Frauen. Sehenswert sind darin das holzgetäfelte Refektorium und die Kapelle aus dem 13. Jahrhundert.
- Ein großer Teil der mittelalterlichen Stadtmauer ist erhalten und umgibt die verwinkelte Altstadt.
- Vom römischen Amphitheater sind unter dem Park The Hornet die Umrisse klar erkennbar.

## Wirtschaft
In Chichester sollte ab 2016 der Bristol Bullet hergestellt werden, die Firma ging jedoch in Insolvenz.

## Veranstaltungen
Im nahe gelegenen Goodwood House findet jedes Jahr auf Einladung des Earl of March das Goodwood Festival of Speed statt.
1962 eröffnete das Chichester Festival Theatre mit einem dreiwöchigen Festival. Als erster Intendant begründete Sir Laurence Olivier die internationale Reputation dieser Institution. Das Programm des Festivals umfasst heute klassische Theaterstücke, Musicals und neue, experimentelle Produktionen mit Aufführungen im Festival Theatre und im 1983 eröffneten Minerva Theatre. Die Saison läuft jährlich variierend etwa ab April bis in den Herbst.
Das Kirchenmusik-Festival Southern Cathedrals Festival findet im jährlichen Wechsel in den Kathedralen von Chichester, Salisbury und Winchester statt. Für das Festival 1965 komponierte Leonard Bernstein seine Chichester Psalms.

## Söhne und Töchter der Stadt
- Bo Bragason (* 2004), Schauspielerin
- Jess Breach (* 1997), Rugby-Union-Spielerin
- Freya Davies (* 1995), Cricketspielerin
- Felicity Field (* 1946), Skirennläuferin
- Jack Gower (* 1994), britisch-irischer Skirennläufer
- William Hayley (1745–1820), Schriftsteller
- Antony Hegarty (* 1971), Sängerin, Liederschreiberin und Pianistin
- Jack Hinshelwood (* 2005), Fußballspieler
- Alex Horne (* 1978), Komiker
- Jim Howick (* 1979), Schauspieler und Autor
- Kate Mosse (* 1961), Schriftstellerin
- Tom Odell (* 1990), Singer-Songwriter
- Timothy Peake (* 1972), Astronaut
- Idris Rahman (* 1976), Jazzmusiker
- Zoe Rahman (* 1971), Jazzmusikerin
- Mark Roberts (* 1961), Archäologe
- Richard Seaman (1913–1939), britischer Rennfahrer
- Edward Speleers (* 1988), Filmschauspieler
- Charlie Tear (* 2004), Cricketspieler
- Rollo Weeks (* 1987), Filmschauspieler
- John Weldon (1676–1736), Komponist